# برآمدگی پیشانی
برآمدگی پیشانی (انگلیسی: Frontal eminence) ناحیه‌ای با بیشترین تحدب در دو طرف جلوی سر است که حدود ۳ سانتی‌متر بالاتر از نقطه میانی هر یک از کناره‌های بالایی کاسه چشم (Superior orbital margin) قرار دارند. این برآمدگی‌ها در زنان مشخص‌تر و برجسته‌ترند.